# Jenna Fischer
Regina Marie "Jenna" Fischer (n. 7 martie 1974, Fort Wayne, Indiana, SUA este o actriță americană cunoscută publicului pentru interpretarea rolului Pam Halpert (născută Beesly) din comedia NBC La birou, pentru care a primit o nominalizare la Premiile Emmy pentru cea mai bună actriță într-un rol secundar - secțiunea seriale de comedie. A apărut în mai multe filme, dintre care Tăișul gloriei (Blades of Glory), Calcă apăsat: Povestea lui Dewey Cox sau Promovarea (The Promotion).

## Biografie
S-a născut la Fort Wayne, Indiana, dar a crescut într-o suburbie a Manchesterului, St. Louis, Missouri. Este fiica lui Jim, un inginer, și a lui Anne, o profesoară de istorie. Mai are o soră mai mică, care și ea la rândul ei este profesoară. A gustat pentru prima oară din această meserie la vârsta de șase ani, atunci când a participat la un workshop realizat de mama sa la Școala Henry din St. Louis. La workshop a participat și actorul Sean Gunn, alături de care a crescut.
Și-a continuat cursurile la Școala Elementară Pierremont din Manchester, Missouri și la Liceul Nerinx Hall, o școală de fete catolică, privată, din Webster Groves, Missouri. S-a înscris inițial ca profesor de istorie în cadrul Universității Truman, dar a absolvit de fapt cursurile de artă ale acestei universități. În timpul facultății a scris și la ziarul acestei instituții. Și-a început cariera lucrând într-un teatru profesionist. În timp ce urma cursurile Facultății în Missouri, a făcut parte din trupa de teatru Murder Mystery Dinner cu care a mers în mai multe turnee. S-a mutat ulterior la Los Angeles și a început commedia dell'arte împreună cu teatrul Zoo District. 

## Filmografie

### Film
| An   | Titlu                                         | Rol                  | Note                              |
| ---- | --------------------------------------------- | -------------------- | --------------------------------- |
| 1998 | Channel 493                                   | Rane                 |                                   |
| 1998 | Born Champion                                 | Wendy Miller         |                                   |
| 2002 | Les superficiales                             | Bitchy French Girl   | Scurtmetraj                       |
| 2003 | Doggie Tails, Vol. 1: Lucky's First Sleepover | Kelsey               | [ Voce                            |
| 2003 | Melvin Goes to Dinner                         | Sister / Hostess     |                                   |
| 2004 | Employee of the Month                         | Whisper              |                                   |
| 2004 | The Women                                     | Leslie               | Scurtmetraj                       |
| 2004 | LolliLove                                     | Jenna Gunn           | De asemenea, regizor/co-scenarist |
| 2005 | The 40-Year-Old Virgin                        | Woman #1             | Nemenționată                      |
| 2006 | Slither                                       | Shelby               |                                   |
| 2007 | Blades of Glory                               | Katie Van Waldenberg |                                   |
| 2007 | The Brothers Solomon                          | Michelle             |                                   |
| 2007 | Walk Hard: The Dewey Cox Story                | Darlene Madison      |                                   |
| 2008 | The Promotion                                 | Jen Stauber          |                                   |
| 2009 | Solitary Man                                  | Susan Porter         |                                   |
| 2010 | A Little Help                                 | Laura Pehlke         |                                   |
| 2011 | Hall Pass                                     | Maggie Mills         |                                   |
| 2012 | The Giant Mechanical Man                      | Janice               |                                   |
| 2013 | Are You Here                                  | Alli                 |                                   |
| 2014 | Kiss Me                                       | Vera                 |                                   |
| 2017 | Brad's Status                                 | Melanie Sloan        |                                   |
| 2018 | The 15:17 to Paris                            | Heidi Skarlatos      |                                   |

### Televiziune
| An        | Titlu                      | Rol                   | Note                                                            |
| --------- | -------------------------- | --------------------- | --------------------------------------------------------------- |
| 2001      | Undeclared                 | Betty / Sorority Girl | 2 episoade                                                      |
| 2001      | Spin City                  | Waitress              | Episodul: "A Shot in the Dark: Part 2"                          |
| 2002      | Off Centre                 | Melanie               | Episodul: "The Backup"                                          |
| 2002      | What I Like About You      | Kim                   | Episodul: "Copy That"                                           |
| 2003      | Strong Medicine            | Camille Freemont      | Episodul: "Maternal Mirrors"                                    |
| 2003      | Miss Match                 | Connie                | Episodul: "Kate in Ex-tasy"                                     |
| 2004      | Cold Case                  | Dottie (1943)         | Episodul: "Factory Girls"                                       |
| 2005      | That '70s Show             | Stacy Wanamaker       | Episodul: "Don't Lie to Me"                                     |
| 2005      | Six Feet Under             | Sharon Kinney         | 2 episoade                                                      |
| 2005–2013 | The Office                 | Pam Beesly            | Rol principal; 188 episoade De asemenea, producător (2012–2013) |
| 2012      | Dan Vs.                    | Amber (voce)          | Episodul: "Anger Management"                                    |
| 2014      | Comedy Bang! Bang!         | Herself               | Episodul: "Jenna Fischer Wears a Floral Blouse & Black Heels"   |
| 2015      | Newsreaders                | Kelly Spears          | Episodul: "The FMK Killer; Newsreaders: Behind the Scenes"      |
| 2015      | You, Me and the Apocalypse | Rhonda MacNeil        | Rol principal; 10 episoade De asemenea, producător asociat      |
| 2016      | The Mysteries of Laura     | Jennifer Lambert      | Rol secundar; 3 episoade                                        |
| 2016      | The Grinder                | Kelly                 | Episodul: "Genesis"                                             |
| 2016      | Drunk History              | Katharine Wright      | Episodul: "Siblings"                                            |
| 2017      | The Guest Book             | Dr. Laurie Galiff     | Episodul: "Story Eight"                                         |
| 2018–2019 | Splitting Up Together      | Lena                  | Rol principal                                                   |